# Tuffi ai III Giochi olimpici giovanili estivi - Squadra mista

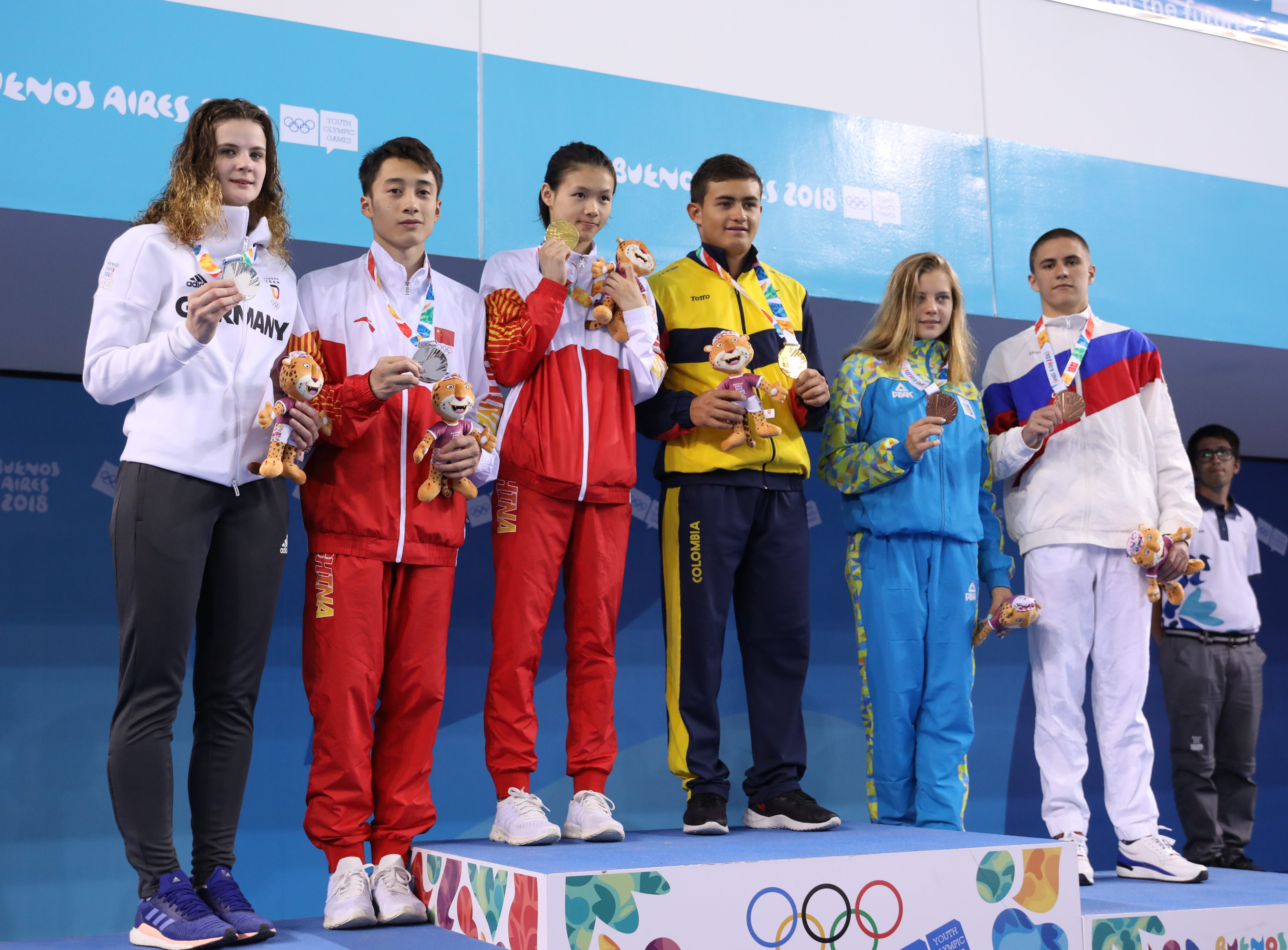
Cerimonia di premiazione

Il concorso dei tuffi dalla piattaforma 10 metri femminile dei Giochi olimpici giovanili estivi si è svolto il 17 ottobre 2018 presso il Parque Polideportivo Roca di Buenos Aires in Argentina.

## Programma
| Data            | Ora   | Evento |
| --------------- | ----- | ------ |
| 17 ottobre 2018 | 17:00 | Finale |

## Risultati
In verde sono contraddistinti le finaliste.
| Class   | Squadra                           | Punti  |
| ------- | --------------------------------- | ------ |
| Oro     | Lin Shan Daniel Restrepo García   | 391.35 |
| Argento | Elena Wassen Lian Junjie          | 390.10 |
| Bronzo  | Sofija Lyskun Ruslan Ternovoj     | 371.15 |
| 4       | Kimberly Bong Nikolaos Molvalis   | 347.10 |
| 5       | Maria Papworth Bryden Hattie      | 340.50 |
| 6       | Chiara Pellacani Oleh Serbin      | 333.40 |
| 7       | Mélodie Leclerc Jellson Jabillin  | 330.00 |
| 8       | Michelle Heimberg Lou Massenberg  | 328.50 |
| 9       | Ul'jana Kljueva Aurelian Dragomir | 310.20 |
| 10      | Gabriela Agúndez Antonio Volpe    | 309.00 |
| 11      | Helle Tuxen Randal Willars        | 301.10 |
| 12      | Ronja Rundgren Anthony Harding    | 299.10 |
| 13      | Bridget O'Neil Jack Matthews      | 263.70 |
| 14      | Anna dos Santos Dylan Vork        | 241.35 |

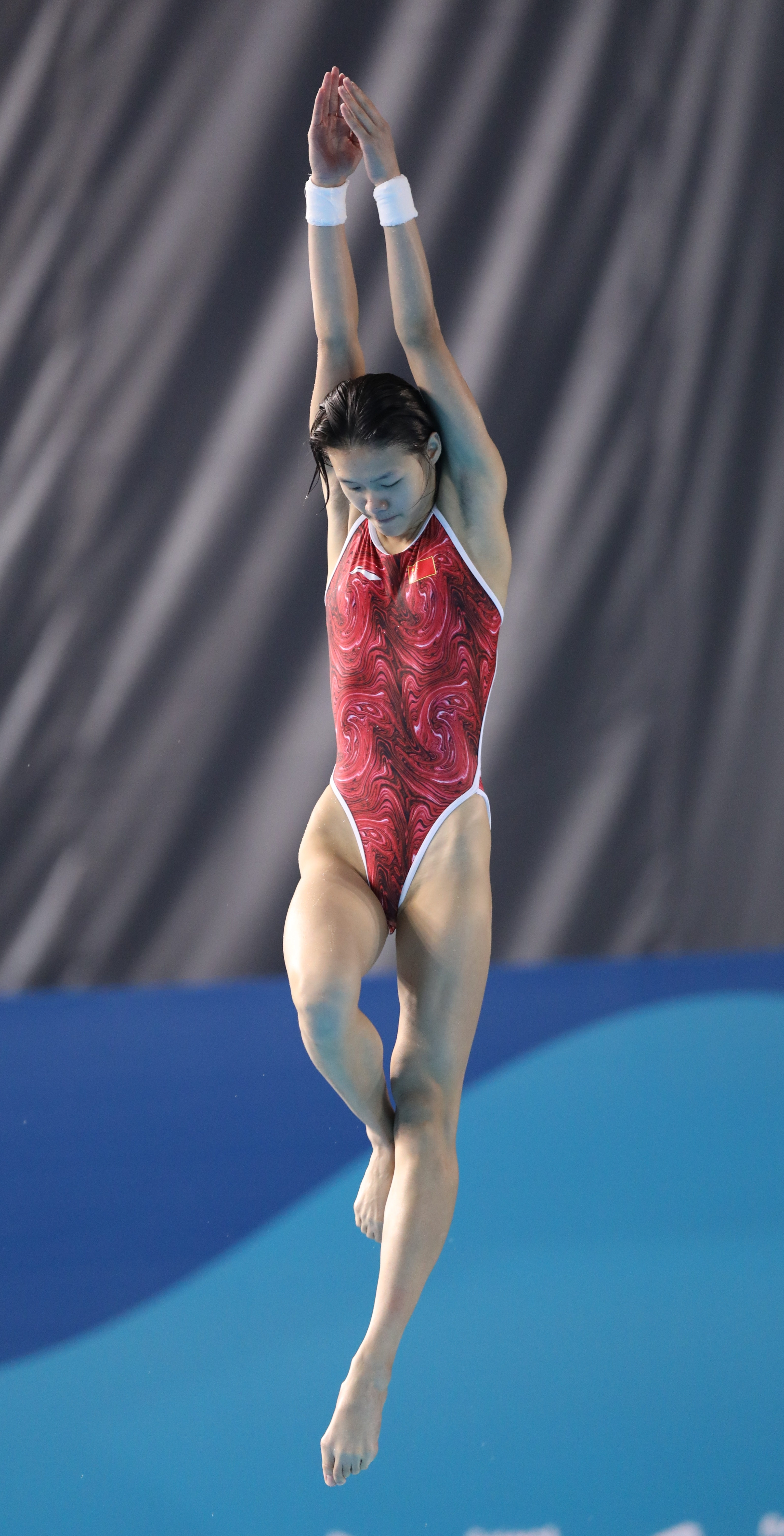
Lin Shan
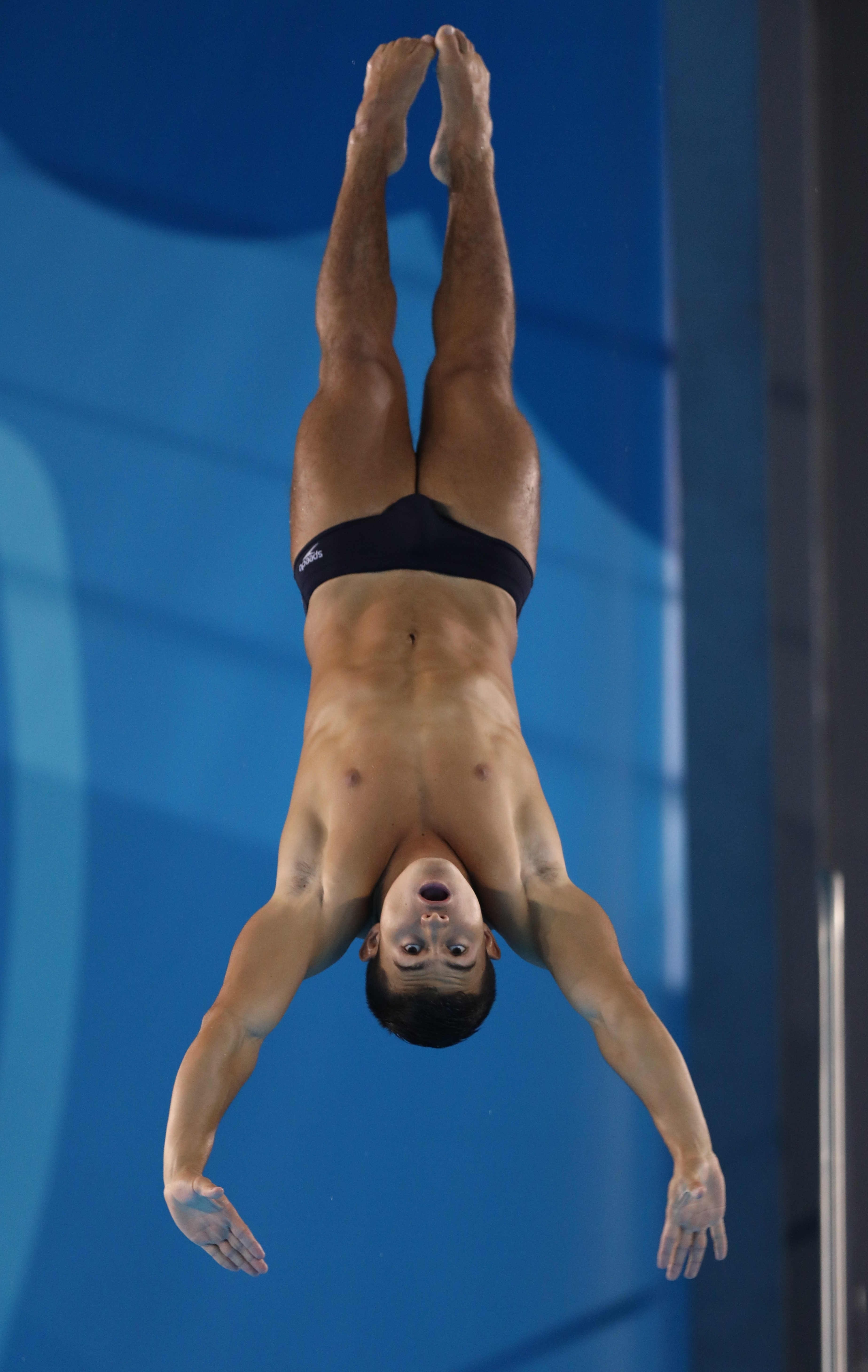
Daniel Restrepo
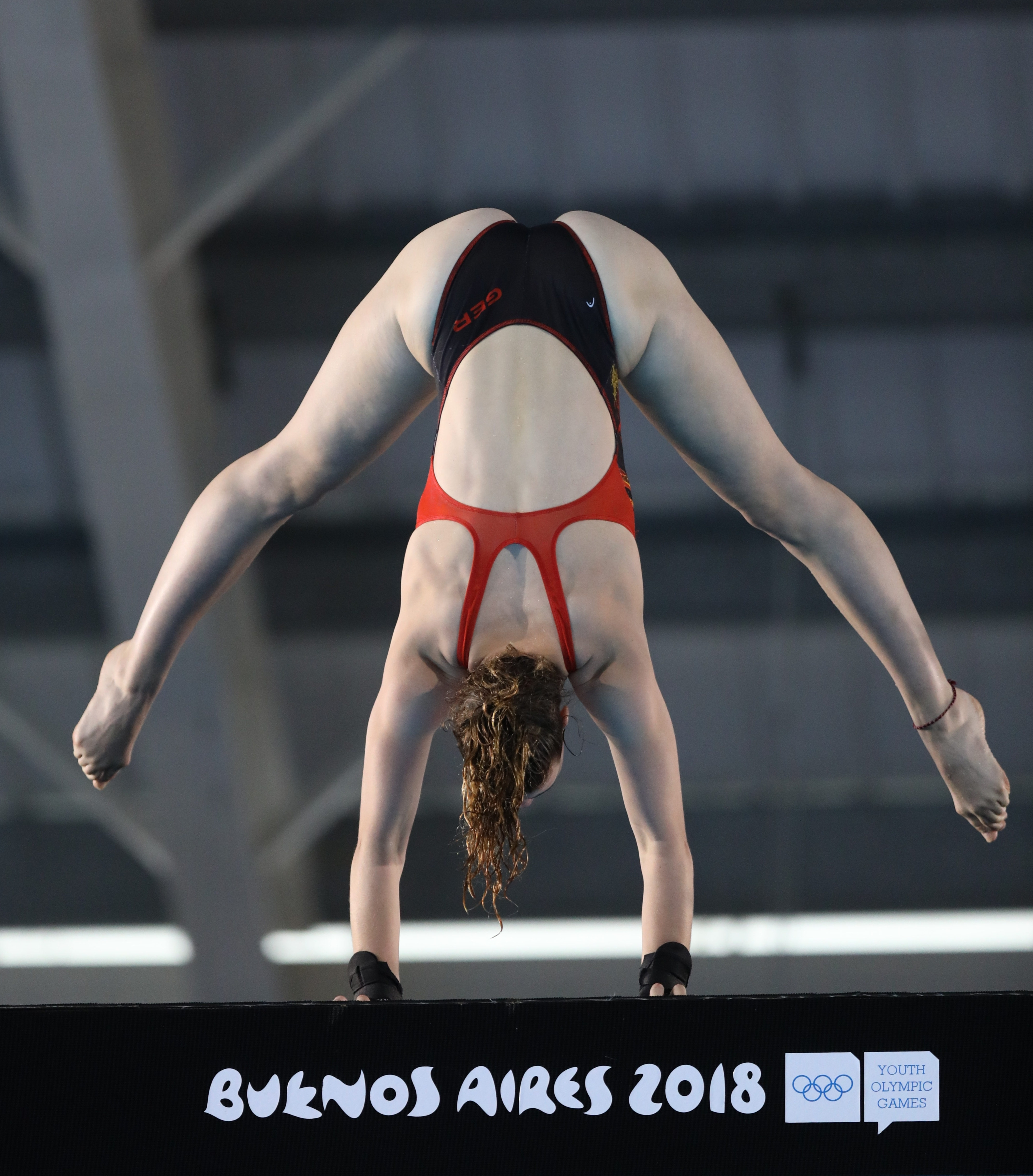
Elena Wassen
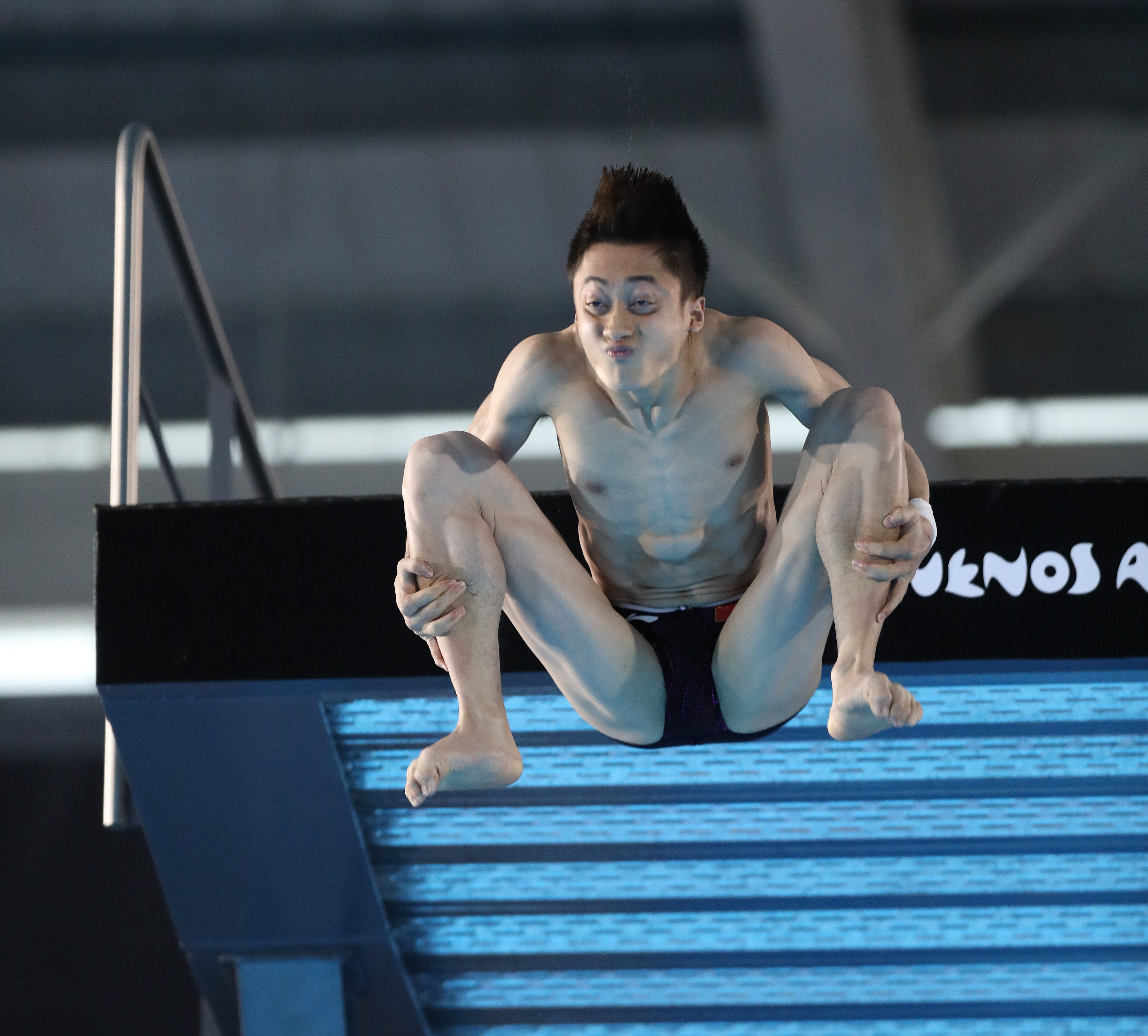
Lian Junjie
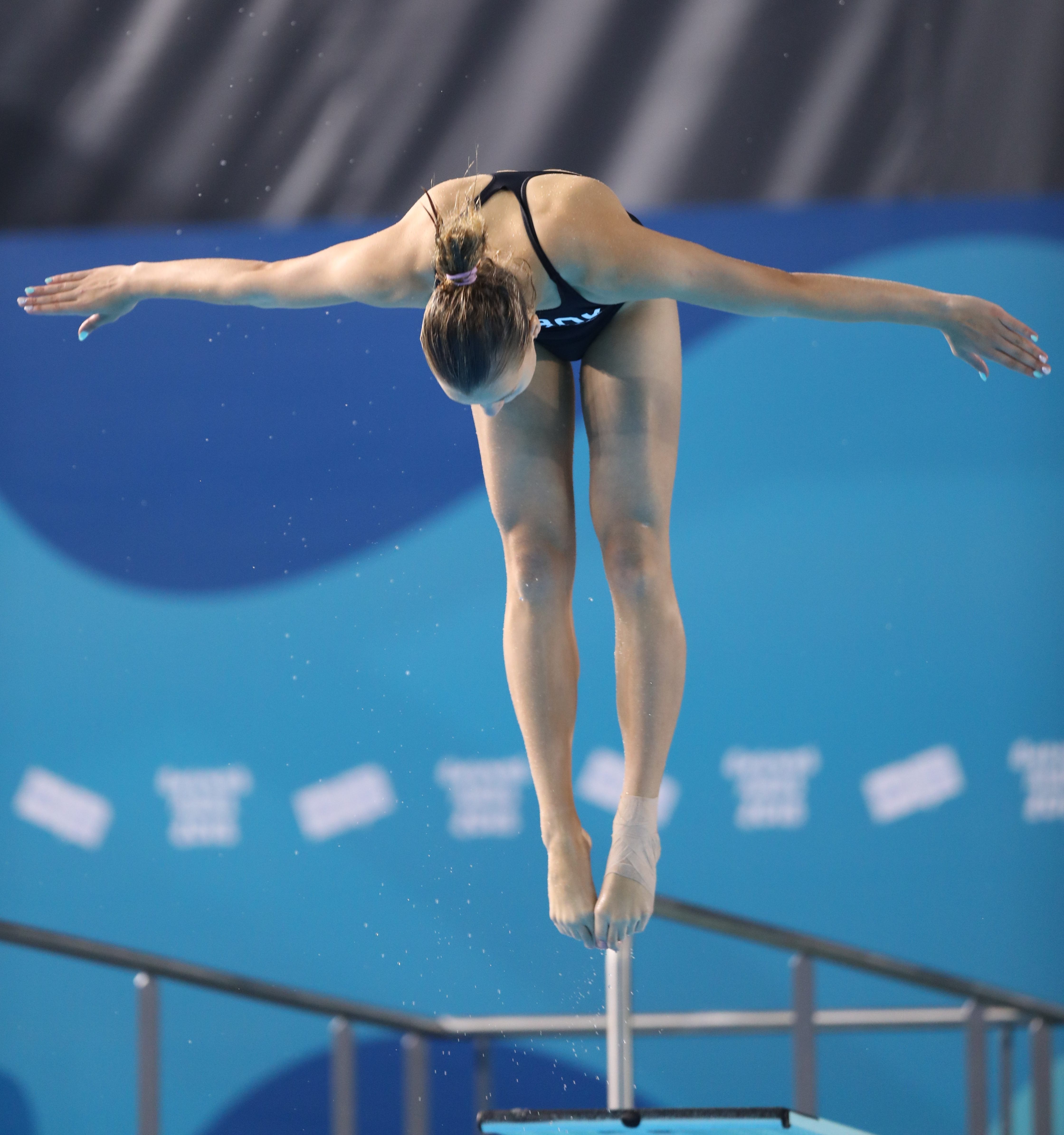
Sofiya Lyskun
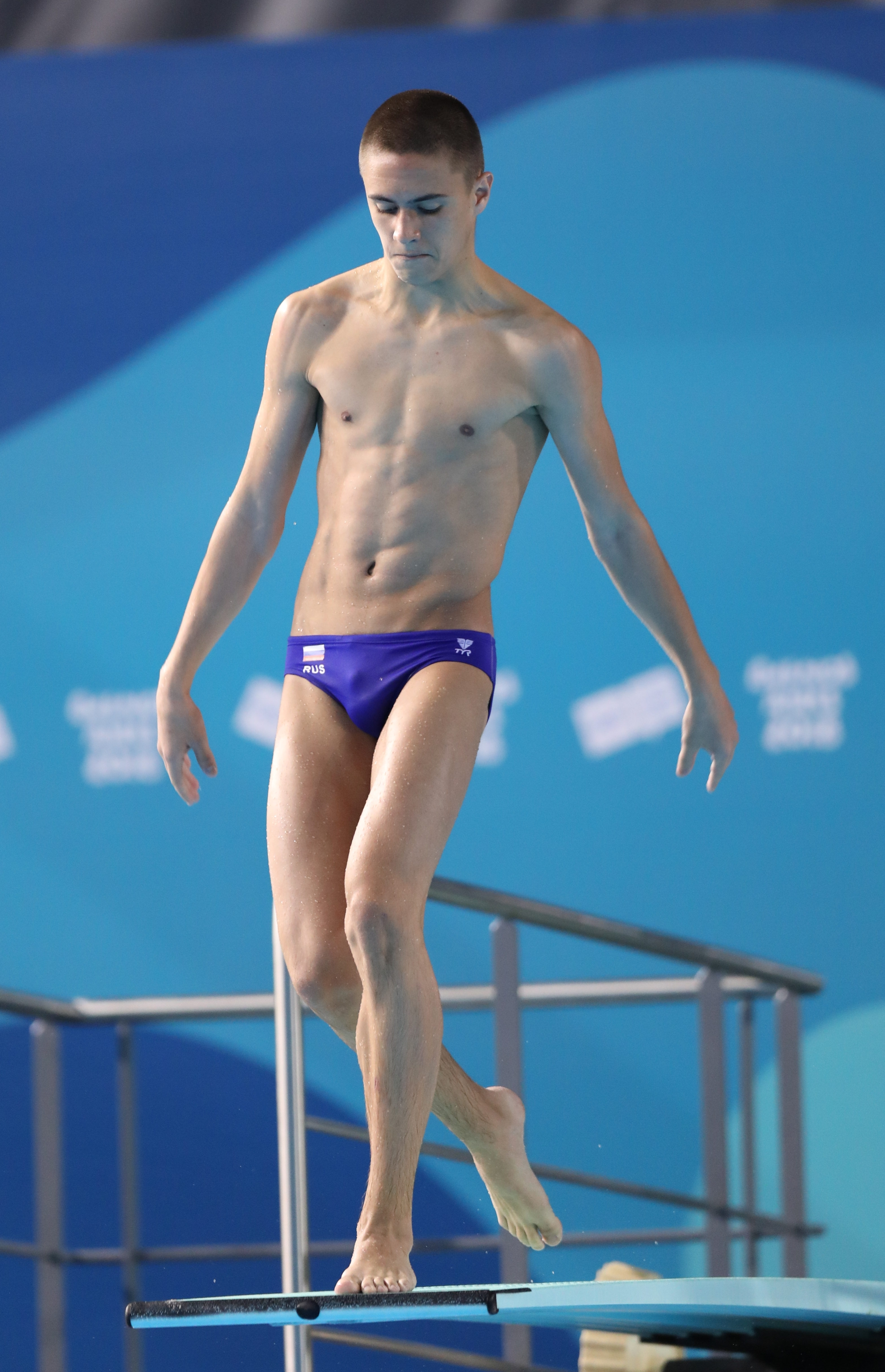
Ruslan Ternovoi